# 西南山梗菜
西南山梗菜（学名：Lobelia seguinii）为桔梗科半边莲属下的一个种。

## 扩展阅读
- 維基物種上的相關：西南山梗菜